# Micrathetis minuscula
Micrathetis minuscula är en fjärilsart som beskrevs av Barnes och Mcdunnough 1913. Micrathetis minuscula ingår i släktet Micrathetis och familjen nattflyn. Inga underarter finns listade i Catalogue of Life.